# Trou du chat
Le trou du chat (Toul ar  C'hazh) ou encore Patigo est un jeu d'adresse breton consistant à faire passer une boule entre les pattes d'un chat découpé dans une grosse planche en bois en la faisant rouler.
Le jeu du trou du chat est inscrit à l'Inventaire du patrimoine culturel immatériel en France.

## Historique
L'origine est indiquée comme bretonne, cependant aucun élément n'est là pour en attester. La seule certitude est que, par le passé, on y jouait avec des boules de la dimension des boules bretonnes. Le jeu fut inspiré par les trous en bas des portes, qui permettaient aux chats de passer. Dans les milieux ruraux, toutes les maisons avaient des chatières, il était donc très facile de jouer au patigo.  Mais le trou du chat est aussi un terme de marine, c'est le trou rectangulaire ménagé dans la hune pour laisser le passage aux étais, aux haubans et aux gabiers.

## Pratique
On commence à jouer à 3 mètres de distance puis on recule d'un mètre lorsqu'on réussit à faire passer la boule dans le trou. Le vainqueur est celui qui arrive le plus loin après de dix lancers.
Les joueurs ont le droit à dix lancers. À eux de choisir et d'évaluer la bonne distance pour réussir le dernier lancer de balles.
On peut également établir un code de points à gagner, comme : 10 points pour 3 mètres, 20 points pour 4 mètres, 30 points pour 5 mètres, etc. 
Pour les enfants on peut démarrer plus près et tracer les lignes de lancers plus rapprochées.
La boule initialement en bois tourné est remplacée de nos jours par une boule en plastique (du style des boules de pétanque de plage).